# Trichocambala elongata
Trichocambala elongata är en mångfotingart som beskrevs av Filippo Silvestri 1895. Trichocambala elongata ingår i släktet Trichocambala och familjen Glyphiulidae. Inga underarter finns listade i Catalogue of Life.